# Градин, Анита
Анита Градин (швед. Anita Gradin; 12 августа 1933 — 23 мая 2022) — шведская политическая деятельница и дипломат.
Депутат Риксдага в 1969—1992 годах. В 1982—1986 годах она вошла в правительство в качестве министра по делам иммигрантов и вопросам равенства в Министерстве занятости Швеции. С 1986 по 1991 год она занимала пост министра внешней торговли в Министерстве иностранных дел, а затем — посла Швеции в Австрии в 1992—1994 годах. С 1995 по 1999 год она первой представляла свою страну в Европейской комиссии, отвечая за иммиграцию, внутренние дела и юстицию; отношения с омбудсменом; а также финансовый контроль и предотвращение мошенничества.
Градин была президентом Социалистического интернационала женщин и боролась с торговлей женщинами.

## Биография

### Ранние годы
Градин была дочерью рабочего целлюлозной промышленности Оссиана Градина (1910—1986) и Альфхильды Градин (1913—1984), урождённой Энглунд. Градин окончила среднюю школу в 1950 году, училась в Школе Центрального объединения профсоюзов Швеции (1953), в Британской школе экономики (1954), в Северной народной высшей школе в Женеве (1958) и получила диплом социолога в Стокгольме в 1960 году.

### Карьера
В 1950—1952 годах она работала журналисткой в газете «Västerbottens Folkblad», в 1952—1955 годах — в Шведском профсоюзе рабочих лесной промышленности и флота, в 1955—1958 годах — в газете «Arbetarbladet» в Евле, а с 1960 по 1963 год — в журнале Центральной организации профсоюзов служащих TCO.
В 1963—1967 годах Градин работала секретарём Комитета по делам женщин Городского совета в Комитете планирования социальных дел Стокгольма, в 1967 году — государственным секретарём Совета министров, в 1971—1981 годах — членом Комитета по образованию Школьного совета, в 1972—1978 годах — членом Комитета по международным вопросам здравоохранения и социального обеспечения, в 1973—1979 годах — председателем Совета по вопросам международного усыновления и в 1982 году — членом Экспертной группы по исследованиям иммиграции.
Градин была членом Комитета по праздникам (1974—1975), Комитета по образованию и исследованиям (1974—1977), Делегации по вопросам гендерного равенства (1975—1976), Комитета по сотрудничеству в исследованиях (1978—1981) и Комитета по абортам (1980—1980). Она была экспертом Комитета по гостиничному и ресторанному делу (1974—1978), членом Комитета по бизнесу (1975—1977), председателем Шведской ассоциации социальных работников (1976—1981) и членом правления Стокгольмского рабочего муниципалитета (1968—1982).
С 1968 по 1982 год она была председателем Стокгольмского городского отделения Социал-демократической женской организации, а с 1975 года — заместителем председателя Женской ассоциации. В 1966—1968 годах Градин была членом городского совета Стокгольма, а также членом Совета народного благосостояния/Стоматологического комитета с 1966 по 1976 год. В 1997 году Градин стала почётным гражданином своего родного города Умео.

### Еврокомиссар
Когда Швеция вступила в Европейский союз в 1995 году, Градин была назначена первым шведским членом Европейской комиссии под председательством Жака Сантера. Она отвечала за иммиграцию, юстицию и внутренние дела, отношения с Европейским омбудсменом, экономическое управление и контроль, а также борьбу с мошенничеством. Она оказалась в центре внимания, поскольку было обнаружено, что кампания по борьбе с мошенничеством была проигнорирована, и несколько комиссаров, в частности, Эдит Крессон, были обвинены в коррупции. 
В марте 1999 года вся Комиссия Сантера была вынуждена уйти в отставку и заменена временной комиссией во главе с Мануэлем Марином. Градин также была включена в Комиссию Марина и окончательно ушла в отставку в ноябре 1999 года, когда вступила в должность Комиссия Проди. Во время своего пребывания в Европейской комиссии Градин внесла свой вклад, среди прочего, в законодательство о гендерном равенстве, повышении прозрачности и криминализации торговли людьми.

### Личная жизнь
Градин была замужем за подполковником Бертилем Керсфельтом.
Градин умерла в мае 2022 года в возрасте 88 лет.

## Награды и знаки отличия
- Большой золотой знак отличия с лентой за заслуги перед Австрийской Республикой (1994)[6]
- 9 мая 2007 года Европейским движением Швеции была названа «Европейцем года 2007» в Швеции.

## Работы
- Lagstadgad lycka? En bok om lag, samhälle och äktenskap (1971)
- Vårdkunskap: Socialmedicin (1972)
- Från bruket till Bryssel: minnen från ett politiskt liv (2009)
- Klingvall och Ström (red): Från Myrdal till Lindh. Svenska diplomatprofiler. (2010)